# Bernardo Clesio
Bernhard von Cles o Bernardo  Clesio (Cles, 11 de marzo de 1485-Brixen, 30 de julio de 1539) fue un cardenal, obispo, príncipe, diplomático y humanista austriaco. 

## Vida
Nacido en Cles, que en ese tiempo formaba parte del Condado de Tirol, hoy Trento, estudió retórica en Verona y se doctoró en derecho civil y canónico en la Universidad de Bolonia en 1511; fue posteriormente protonotario apostólico (1512), príncipe-obispo de Trento (1514-1539), cardenal de S. Stefano in Monte Celio (1530), canciller  del rey de romanos Fernando I y administrador apostólico de Bresanona (1539).
Su contribución fue fundamental para la organización del Concilio de Trento, llevando el concilio a su ciudad, embelleciéndola y ampliándola en el proceso. Organizó la reconstrucción de la iglesia de Santa María la Mayor, la ampliación del Castillo del Buonconsiglio y encargó a varios artistas del Renacimiento como Dosso Dossi y Romanino la decoración de las nuevas secciones.